# Phlegetonia strigula
Phlegetonia strigula är en fjärilsart som beskrevs av Holland 1894. Phlegetonia strigula ingår i släktet Phlegetonia och familjen nattflyn. Inga underarter finns listade i Catalogue of Life.